# Чирики (провинция)
Чирики́ (исп. Chiriquí) — одна из провинций Панамы. Административный центр — город Давид.

## География
Расположена в юго-западной части страны. Граничит с провинцией Бокас-дель-Торо и комаркой Нгобе-Бугле (на севере), провинцией Верагуас (на востоке), а также с Коста-Рикой (на западе). На юге омывается водами Тихого океана. Площадь провинции составляет 6477 км². На территории Чирики расположена высшая точка Панамы, вулкан Бару, высота которого составляет 3474 м над уровнем моря.
Климат изменяется от жаркого и влажного в низменностях до прохладного — на возвышенностях.

## Население
Население провинции по данным на 2010 год составляет 416 873 человека.

## Административное деление
В административном отношении делится на 13 округов:
- Аранхе
- Бару
- Бокерон
- Бокете
- Бугаба
- Давид
- Долега

- Гуалака
- Ремедиос
- Ренасимьенто
- Сан-Феликс
- Сан-Лоренсо
- Толе

## Экономика
Экономика основывается на сельском хозяйстве, скотоводстве и рыболовстве. Провинция является важным центром производства кофе в стране. В последнее время начинает развиваться туристическая отрасль.

## Достопримечательности
Сан-Рамон (водопад)

Фортуна (водохранилище)